# Fort Lantin

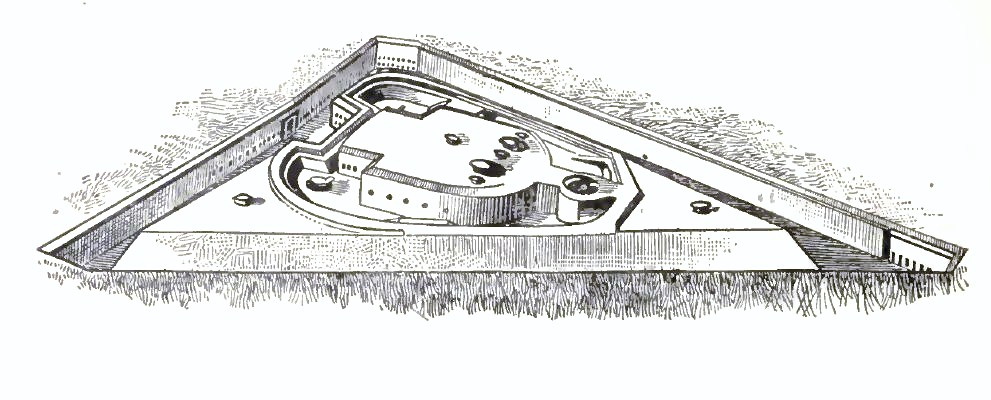
Tekening van driehoekige Brialmont fort

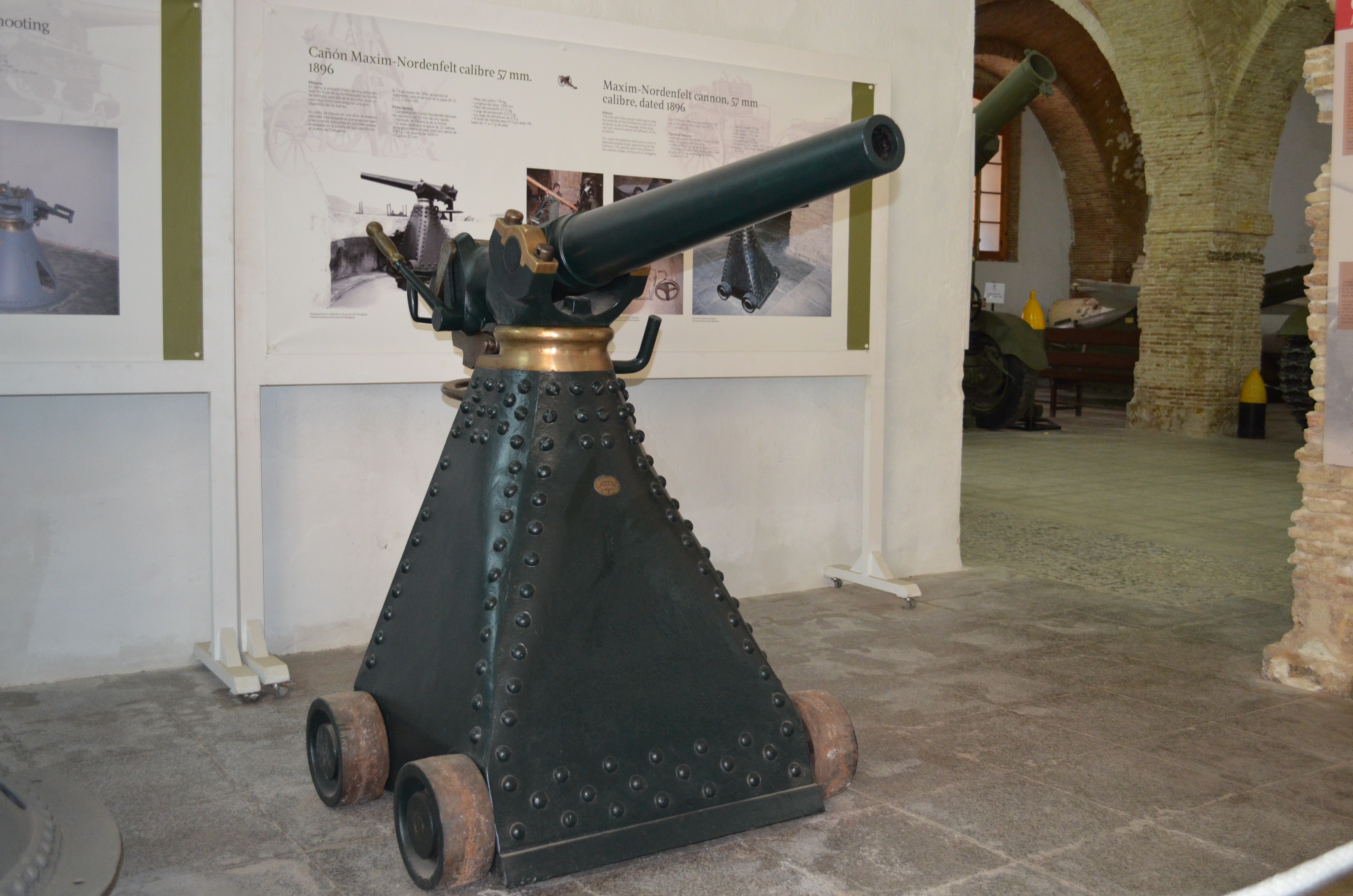
5,7 cm Maxim-Nordenfelt snelvuurkanon op een "kandelaar"

Het Fort Lantin is een van de twaalf forten rond Luik opgericht voor de verdediging van de Belgische stad Luik in de late negentiende eeuw op initiatief van Belgische generaal Henri Alexis Brialmont. Het fort ligt ten noorden van de plaats Lantin.

## Beschrijving
Het fort Lantin ligt op zo’n 7,5 kilometer van het stadscentrum en op 160 meter boven zeeniveau. Het buurfort Liers ligt op 4 kilometer afstand en Fort Loncin op 3,25 kilometer. Het heeft de vorm van een gelijkbenige driehoek met de punt gericht naar de vijand. Het centraal massief wordt omgeven door drie droge grachten elk van 200 meter lang. Aan de keelzijde van het fort liggen de belangrijkste lokalen voor de manschappen, de wasserij, keuken en sanitaire voorzieningen. Deze lokalen liggen in het centraal massief alsmede de contrescarpe. In de hoeken van de droge gracht liggen kazematten uitgerust met lichte snelvuurkanonnen en mitrailleurs om aanvallers in de gracht onder vuur te nemen.
Het centraal massief is gebouwd van ongewapend beton. Hier zijn de belangrijkste wapens opgesteld ter verdediging van het fort en de stad Luik. Munitiemagazijnen liggen dicht bij de geschutkoepels om de kanonnen van granaten te voorzien. In het centrale deel is ook de machinezaal met een stoommachine en dynamo. De dynamo zorgde voor de stroom voor de geschutkoepels en het zoeklicht. Ten tijde van oorlog deed het centraal massief ook dienst als logement voor de troepen.
De hoofdbewapening van het fort was ondergebracht in gepantserde koepels. Er waren in totaal vier geschutkoepels voor het zware geschut: twee koepels met een 120mm-kanon, een koepel met twee kanonnen van 150mm en een koepel met een houwitser met een kaliber van 210mm. Verder waren er drie kleine hefkoepels uitgerust met een snelvuurkanon met kaliber 57 mm voor de nabijverdediging van het fort. Tot slot was er een kleine hefkoepel als observatiepunt en voorzien van een zoeklicht. Het zoeklicht werd ook gebruikt als communicatiemiddel met de naastgelegen forten.
De Brialmont forten waren ontworpen om aanvallen met kanonnen met een kaliber van 21 cm te weerstaan. Het dak van het centrale deel was vier meter dik en gemaakt van ongewapend beton. De forten werden wel beschadigd door het vuur van de 21cm-kanonnen, maar alleen granaten van nog zwaardere geschut konden het dak penetreren.

## Eerste Wereldoorlog
Na de mobilisatie telde het fort een bemanning van 220 artilleristen en 82 infanteristen. Het fort stond onder bevel van kapitein R. Fabry.
Vanaf 10 augustus werd het Fort Lantin door Duitse artillerie onder vuur genomen. De observatieposten waren uitgeschakeld waardoor gericht tegenvuur onmogelijk was. De granaten beschadigden het beton van het centraal massief en diverse koepels werden buitengebruik gesteld. Door het gebruik van zwart buskruit en het ontbreken van sanitaire faciliteiten in het centraal massief raakte de lucht sterk vervuild. De ventilatie was onvoldoende en de troepen verstikten in de giftige gassen. Rond het middaguur van 15 augustus besloot de commandant de strijd te staken en het fort over te geven. De militairen worden als krijgsgevangenen afgevoerd, via Luik komen ze in kampen in Duitsland terecht.
Tijdens de oorlog heeft het Duitse leger een deel van de schade hersteld. Er kwamen verder enkele verbeteringen op het gebied van de sanitaire faciliteiten en de ventilatie. Een deel van de bewapening werd ontmanteld en diverse koepels zijn verwijderd waarna open putten resteren.
Na de oorlog werd het fort niet gewijzigd, waardoor het perfect bewaard bleef als voorbeeld van de militaire archeologie van de negentiende eeuw.
Na de Tweede Wereldoorlog werd het fort gebruikt als oefenterrein en schietbaan.

## Tegenwoordig
Het fort werd in 1983 overgenomen door de vzw Les Amis du Fort de Lantin (De Vrienden van Fort Lantin), nadat het door de Belgische Landsverdediging was verwaarloosd. De vereniging restaureerde het fort volledig en sinds 2005 is er een route met meertalige audiobegeleiding.

## Naslagwerken
- Luc de Vos e.a., 14-18 Oorlog in België, Davidsfonds Uitgeverij NV, 2014, ISBN 9789058269904.
- (en)  Clayton Donnell, The Forts of the Meuse in World War I, Osprey Publishing, Oxford, 2007, ISBN 9781846031144